# Sarasota Grand Prix
Il Sarasota Grand Prix è stato un torneo di tennis facente parte del Grand Prix giocato dal 1978 al 1980 a Sarasota negli Stati Uniti su campi sul sintetico indoor.

## Albo d'oro

### Singolare
| Anno | Vincitore   | Finalista    | Punteggio     |
| ---- | ----------- | ------------ | ------------- |
| 1978 | Tomáš Šmíd  | Nick Saviano | 7–6, 0–6, 7–5 |
| 1979 | Johan Kriek | Ricky Meyer  | 7–6, 6–2      |
| 1980 | Eddie Dibbs | Andrés Gómez | 6–1, 6–3      |

### Doppio
| Anno | Vincitori                      | Finalisti                    | Punteggio     |
| ---- | ------------------------------ | ---------------------------- | ------------- |
| 1978 | Colin Dowdeswell Geoff Masters | Byron Bertram Bernard Mitton | 2–6, 6–3, 6–2 |
| 1979 | Steve Krulevitz Ilie Năstase   | John James Keith Richardson  | 6–3, 6–4      |
| 1980 | Andrés Gómez Ricardo Ycaza     | David Carter Rick Fagel      | 6–3, 6–4      |